# Виларинью-душ-Галегуш
Виларинью-душ-Галегуш (порт. Vilarinho dos Galegos)  —  населённый пункт и район в Португалии,  входит в округ Браганса. Является составной частью муниципалитета  Могадору. По старому административному делению входил в провинцию Траз-уж-Монтиш и Алту-Дору. Входит в экономико-статистический  субрегион Алту-Траз-уш-Монтеш, который входит в Северный регион. Население составляет 251 человек на 2001 год. Занимает площадь 24,36 км².